# Martha Abicht
Martha Abicht (* 12. Mai 1878 in der Ehrlichsmühle bei Neustadt an der Orla; † 12. November 1941 in Berlin-Charlottenburg) war eine deutsche Kindergärtnerin und enge Mitarbeiterin von Anna von Gierke im Verein Jugendheim.

## Leben und Wirken
Sie war die älteste von zwei Töchtern eines Getreide- und Sägemühlebesitzers. Über ihre glücklichen Kinderjahre schrieb Martha Abicht rückblickend:
Mein Geburtshaus liegt ungefähr 3/4 Stunde von der Stadt entfernt in einer wunderschönen Umgebung. Diese Getreide- und Sägemühle, zu der eine große Landwirtschaft gehörte, war für uns Kinder ein Paradies. Was haben wir für wundervolle Kinderjahre darin verlebt, die meine Schwester Marie und mich für allzu frühe Sorgen entschädigt haben.
Nachdem das Familienunternehmen in Konkurs gegangen war, übersiedelten die Eltern mit ihren Kindern in die nahegelegene Stadt und schließlich zwei Jahre später nach Berlin. In letztgenannter Stadt absolvierte Martha Abicht von 1893 bis 1895 am renommierten Pestalozzi-Fröbel-Haus die Ausbildung zur Kindergärtnerin. Danach war sie kurze Zeit als Privaterzieherin tätig. Mai 1896 wurde Martha Abicht vom Verein Jugendheim angestellt. Dort übernahm sie die Leitung des Kindergartens, wo sie die Methode des Monatsgegenstandes (entwickelt von Henriette Schrader-Breymann) einführte. Zusätzlich übernahm Martha Abicht später noch für den Verein Jugendheim die Verantwortung für das Mädchen- und Knabenheim sowie für die Schulspeisung. 
Zusammen mit Anna von Gierke gründete sie 1921 die G.m.b.H. Landjugendheim Finkenkrug. Bereits im Sommer 1922 konnte in Finkenkrug eine Baracke aufgestellt und ein Jahr später der volle Betrieb aufgenommen werden. Das Landjugendheim diente in erster Linie als Erholungsstätte für Angestellte, Schülerinnen und Kinder des Vereins Jugendheim.
Als Anna von Gierke wegen ihrer jüdischen Versippung das Jugendheim verlassen musste, stellte sich Martha Abicht an die Seite der Verfemten. Sie bezog 1938 im großzügigen Haus Anna von Gierkes, Carmerstraße 12, eine Parterrewohnung und unterstützte ihre Freundin bei der Fürsorge für Hilfsbedürftige und von den Nationalsozialisten Bedrängte. Über ihr baldiges Ableben schrieb Marie Baum:
Allen ärztlichen Verboten und allen Bitten der Freunde zum Trotz hatte sie in der Winterkälte die Mutter von Alice Bendix aufgesucht, die sie wie eine eigene Tochter liebte, und deren Schicksal in München vor neuen Entscheidungen und Gefahren stand. Der Besuch muß sie zutiefst bewegt haben. Auf dem Rückwege, nahe der Carmerstraße, traf sie ein Herzschlag, so daß man wohl mit dem Volksmunde sagen kann, sie sei an gebrochenem Herzen gestorben... Die durch Martha Abichts Tod frei werdende Wohnung... bezog Elisabeth von Thadden.
Am 20. Mai 1978 gedachten die ehemaligen Jugendheimer Martha Abichts 100. Geburtstag im Charlottenburger Haus der Kirche, Goethestraße 27. Die Feier wurde u. a. von Isa Gruner, Gerda Zurelli, Else Nordqvist und Suse Lindemann organisiert und gestaltet.

## Werke
- Musik im Kindergarten, in: Zentralinstitut für Erziehung und Unterricht (Hrsg.): Musikpflege im Kindergarten, Berlin 1929, S. 1–7
- Der Einzelhort - Die Einrichtung und die organisatorischen Aufgaben, in: Deutsches Archiv für Jugendwohlfahrt (Hrsg.): Schulkinderpflege in Horten und Tagheimen, Berlin 1930, S. 72–75
- 10 Jahre Landjugendheim Finkenkrug (Osthavelland), Berlin 1932
- Lebenserinnerungen. Ein Fragment, Berlin 1952